# Ґальомінек-Новий
Ґальомінек-Новий (пол. Galominek Nowy) — село в Польщі, у гміні Бабошево Плонського повіту Мазовецького воєводства.
Населення — 32 особи (2011).
У 1975-1998 роках село належало до Цехановського воєводства.

## Демографія
Демографічна структура станом на 31 березня 2011 року:
|          | Загалом | Допрацездатний вік | Працездатний вік | Постпрацездатний вік |
| -------- | ------- | ------------------ | ---------------- | -------------------- |
| Чоловіки | 18      | 6                  | 10               | 2                    |
| Жінки    | 14      | 3                  | 7                | 4                    |
| Разом    | 32      | 9                  | 17               | 6                    |